# Desmodium nemorosum
Desmodium nemorosum är en ärtväxtart som beskrevs av George Bentham. Desmodium nemorosum ingår i släktet Desmodium och familjen ärtväxter. Utöver nominatformen finns också underarten D. n. nemorosum.